# Shareece Wright
Shareece Wright (Colton, 8 aprile 1987) è un giocatore di football americano statunitense che gioca nel ruolo di cornerback per gli Oakland Raiders della National Football League (NFL). Fu scelto nel corso del terzo giro (89º assoluto) del Draft NFL 2011 dai San Diego Chargers. Al college ha giocato a football alla University of Southern California.

## Carriera professionistica

### San Diego Chargers
Bailey fu scelto dai San Diego Chargers nel corso del terzo giro del Draft 2011. Nella sua stagione da rookie disputò 7 partite, nessuna delle quali come titolare, mettendo a segno 4 tackle. Nella successiva scese in campo in dieci gare, con 10 tackle, 2 passaggi deviati e un fumble forzato nella gara contro i Cincinnati Bengals della settimana 13.
Nel primo turno dei playoff 2013 i Chargers batterono in trasferta i Cincinnati Bengals, i quali erano stati l'unica squadra a concludere la stagione regolare imbattuta in casa, in una gara in cui Wright mise a segno un intercetto sul quarterback avversario Andy Dalton.

### San Francisco 49ers
Il 14 marzo 2015 Wright firmò un contratto annuale del valore di 3 milioni di dollari con i San Francisco 49ers.